# Edi Martini
Eduard Martini dit Edi (né le 2 janvier 1975 à Shkodër en Albanie) est un ancien joueur international football albanais devenu entraîneur.

## Palmarès

### En tant que joueur
| Vllaznia Shkodër - Championnat d'Albanie (1) : - Champion : 2001 - Vice-champion : 1999 - Coupe d'Albanie : - Finaliste : 1999 - Supercoupe d'Albanie : - Finaliste : 1992 |  | Eintracht Francfort - Championnat d'Allemagne D2 (1) - Champion : 1998 |

### En tant qu'entraîneur
| Teuta Durrës - Supercoupe d'Albanie (1) : - Vainqueur : 2020 |